# Stanisław Kożuszek

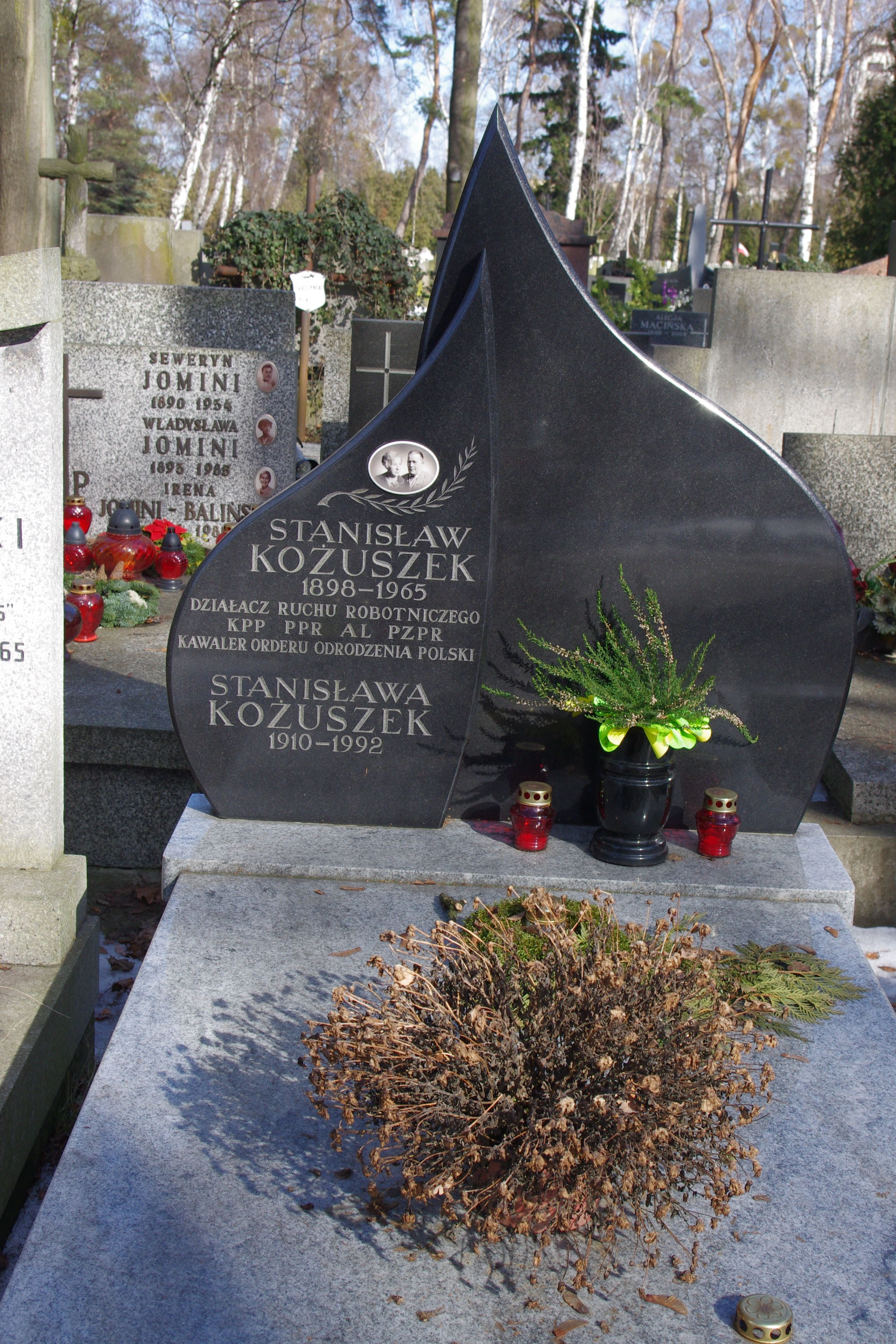
Grób działacza komunistycznego Stanisława Kożuszka (1898-1965) na Wojskowych Powązkach w Warszawie

Stanisław Kożuszek (ur. 8 maja 1898 w Warszawie, zm. 17 stycznia 1965 w Warszawie) – polski działacz ruchu robotniczego oraz komunista, uczestnik rewolucji październikowej, członek KPP, AL, PPR, PZPR, kawaler Orderu Odrodzenia Polski.

## Życiorys
Pochodził z rodziny robotniczej, był synem Antoniego. Po uzyskaniu podstawowego wykształcenia pracował jako robotnik budowlany w Warszawie. Od 1915 odbywał służbę w wojsku carskim, w 1917 w 12. Zapasowym Pułku Piechoty. W walkach rewolucji październikowej uczestniczył w szeregach Żelaznego Rewolucyjnego Oddziału Czerwonej Gwardii, potem był żołnierzem 1. Smoleńskiego Pułku Armii Czerwonej i Penzeńskiego Batalionu Zapasowego. Od maja 1918 należał do Rewolucyjnej Komunistycznej Partii (bolszewików), był słuchaczem Szkoły Czerwonych Komunardów. W listopadzie 1919 został skierowany do Polski, gdzie włączył się w działalność Komunistycznej Partii Robotniczej Polski. Od 1920 był członkiem Komunistycznej Partii Polski. Jako szeregowy służył w Wojsku Polskim w latach 1920–1922, potem ponownie pracował w Warszawie jako robotnik budowlany.
W 1939 uczestniczył w kampanii wrześniowej i do 1940 przebywał w niewoli niemieckiej. W 1941 wstąpił do Związku Walki Wyzwoleńczej, od 1942 był członkiem Polskiej Partii Robotniczej, pełnił funkcję sekretarza partii na dzielnicę Czerniaków. W czasie powstania warszawskiego służył w Armii Ludowej na Czerniakowie.
Po 1945 zatrudniony w Warszawie jako pracownik administracyjno-gospodarczy, od 1957 przebywał na rencie. Od 1948 należał do PZPR.
Był odznaczony m.in. Krzyżem Komandorskim Orderu Odrodzenia Polski. 
Pochowany na Wojskowych Powązkach w Warszawie (kwatera B12-11-23).